# Classic Objects
Classic Objects è l'ottavo album in studio da solista della musicista norvegese Jenny Hval, pubblicato l'11 marzo 2022 su 4AD.  L'album è stato prodotto da Hval, con la coproduzione di Kyrre Laastad.
Classic Objects è stato scritto, eseguito, arrangiato e registrato nell'Øra Studio di Trondheim.
Classic Objects ha ricevuto ampi consensi dalla critica musicale. Su Metacritic, che assegna una valutazione normalizzata su 100 alle recensioni dei critici mainstream, l'album ha ricevuto un punteggio medio di 85 sulla base di 11 recensioni, indicando "un plauso universale".

## Tracce
1. Year of Love – 4:13
2. American Coffee – 6:02
3. Classic Objects – 4:49
4. Cemetery of Splendour – 7:01
5. Year of Sky – 5:20
6. Jupiter – 7:55
7. Freedom – 2:16
8. The Revolution Will Not Be Owned – 4:49